# Trophomera hopei
Trophomera hopei is een rondwormensoort uit de familie van de Benthimermithidae. De wetenschappelijke naam van de soort is voor het eerst geldig gepubliceerd in 1980 door Petter.